# Pterogobius elapoides
Pterogobius elapoides é uma espécie de peixe da família Gobiidae e da ordem Perciformes.

## Morfologia
- Os machos podem atingir 8,3 cm de comprimento total.[6][7]

## Habitat
É um peixe marítimo, de clima temperado e demersal.

## Distribuição geográfica
É encontrado desde a Coreia e nas costas centrais do Japão até Hong Kong.

## Observações
É inofensivo para os humanos.